# Okręg wyborczy Heywood and Royton
Okręg wyborczy Heywood and Royton powstał w 1950 r. i wysyłał do brytyjskiej Izby Gmin jednego deputowanego. Okręg obejmował dystrykty Heywood i Royton w Wielkim Manchesterze. Okręg został zniesiony w 1983 r.

## Deputowani do brytyjskiej Izby Gmin z okręgu Heywood and Royton
- 1950–1955: Harold Sutcliffe, Partia Konserwatywna
- 1955–1964: Tony Leavey, Partia Konserwatywna
- 1964–1983: Joel Barnett, Partia Pracy